# 阿帕契 (亞利桑那州)
阿帕契（英語：Apache）是位於美國亞利桑那州科奇斯縣的一個非建制地區。該地的面積和人口皆未知。

## 地理
阿帕契的座標為31°41′25″N 109°07′56″W / 31.69028°N 109.13222°W，而該地的平均海拔高度為1336米（即4383英尺）。